# Psicologia generale
La psicologia generale, spesso anche chiamata psicologia sperimentale per il metodo seguito, o psicologia cognitiva, per l'orientamento teorico prevalente, rappresenta la corrente principale della ricerca scientifica sulle funzioni psicologiche di base, e si prefigge di studiare con metodologia sperimentale la mente e il comportamento.
Utilizzando metodiche classiche della psicologia sperimentale, come le metodologie di derivazione comportamentista, la misurazione dei tempi di reazione o le tecniche psicometriche, la psicologia generale si focalizza notevolmente sui processi cognitivi, e quindi rappresenta il contesto epistemico principale per gli studi di psicologia cognitiva di tipo sperimentale.
La psicologia generale è inoltre in parte influenzata dai progressi delle neuroscienze, e spesso la ricerca in questo settore non è disgiunta dall'utilizzo di metodiche non originariamente psicologiche, come le tecniche elettrofisiologiche (ad esempio gli ERPs, nello studio dei processi cognitivi), o le tecniche di neuroimmagine, sempre allo stesso scopo. Queste ultime però sono utilizzate maggiormente in neuropsicologia. Una tendenza della psicologia sperimentale vede la diffusione della simulazione dei processi cognitivi al computer.
La psicologia generale non è assolutamente una specie di "riassunto" di tutti i settori della psicologia. Essa rappresenta invece un ben specifico ambito di studio, con una specifica metodologia ed un quadro epistemologico di riferimento; si deve quindi distinguere la "psicologia generale" dalla "psicologia in generale".
I classici manuali di psicologia generale trattano quindi gli argomenti specifici di tale settore di ricerca, e non sono solitamente "trattazioni esaustive" di tutti gli ambiti psicologici.

## Argomenti
I temi maggiormente trattati dalla psicologia generale sono:
- Apprendimento
- Attenzione
- Cognizione
- Coscienza
- Emozione
- Intelligenza
- Linguaggio
- Memoria
- Motivazione
- Pensiero
- Percezione
- Personalità
- Sensazione
- Volontà